# Østbanetorvet Station
Østbanetorvet Station er en jernbanestation og letbanestation på Grenaabanen ved Østbanetorvet i Aarhus. Den hed indtil 1983 Østbanegården eller Århus Østbanegård (Århus Ø).
Stationen var endestation for strækningen Aarhus-Ryomgård, der blev indviet i 1877 med forbindelse til Grenaa. Fra 1933 fortsatte togene til Aarhus H, så Østbanegården ikke længere var endestation. Senere blev den krydsningsstation på Aarhus Nærbane, der opstod i 2012 ved sammenlægning af Grenaabanen og Odderbanen. 
Hele nærbanen blev lukket for ombygning til letbane 27. august 2016. Det var forventet, at Grenaabanen ville genåbne som en del af Aarhus Letbane i begyndelsen af 2018, men på grund af manglende sikkerhedsgodkendelse blev genåbningen udskudt på ubestemt tid. Godkendelsen forelå 25. april 2019, og banen genåbnede som letbane 30. april 2019.
Stationen fortsætter som jernbanestation for godstransport samt veterantog Det er det såkaldte "Tram-Train" af typen Tango, som betjener stationen. Dette tog er en hybrid, som kan fungere som letbanetog i tættere bebyggede områder og som traditionel jernbane udenfor. Østbanetorvet Station fungerer fortsat som krydsningsstation, eftersom at der kun er et spor i retningen mod Risskov. Dette deles ved en sporskifter ved stationen, og et tog vil skulle vente på stationen, såfremt et andet er på vej i modsatte retning. Tidligere var stationen krydsningsstation i begge retninger. 
Stationen er udstyret med anlæg som omdanner strømmen fra elnettets højspænding (vekselstrøm) til lavspænding (jævnstrøm), hvilket gør den til en såkaldt omformerstation.

## Stationsbygningen
Banegården blev tegnet af arkitekt N.P.C. Holsøe, som fem år senere (i 1882) brugte de samme tegninger ved opførelsen af Faaborg Banegård. Bygningen er i bevaringsklasse 3 og har altså høj bevaringsværdi. I 1979 var den i så forfalden tilstand, at bz'ere indtog den. Efter en brand, der ødelagde en stor del af taget, ville Aarhus Byråd i 1984 have revet den ned for at anlægge en ny vej til containerhavnen. Det blev forhindret af stor folkelig modstand.
En selvejende institution købte bygningen for et symbolsk beløb og satte den i stand med stor respekt for dens arkitektoniske og kulturhistoriske værdier. Der blev fundet nye lejere, som kunne udnytte de fine historiske rammer: først to indretningsarkitekter, der havde tegnestue og møbeludstilling her, og siden 2000 møbelhuset Paustian.
Efter at containerhavnen er flyttet og har givet plads til den ny havnebydel Aarhus Ø, er der alligevel anlagt vej herud, men umiddelbart nord for stationen, hvor Aarhus Kommune i 2011 etablerede en ny jernbaneoverskæring samtidig med at Banedanmark renoverede stationens sporanlæg.

## Letbanen
Stationen indgår i den første etape af Aarhus Letbane. Fra Nørreport til Lystrup er der anlagt en dobbeltsporet letbane via Skejby og Lisbjerg. Loven om Aarhus Letbane indeholder desuden en afgrening til Østbanetorvet. Den nye letbane erstattede ikke Grenaabanens hidtidige jernbanespor gennem Risskov og Vejlby – det er bevaret som enkeltsporet letbanestrækning, hvor de hurtigere tog til/fra Grenaa kører. Østbanetorvet Station bliver den nærmeste letbanestation for Aarhus Ø. I forbindelse med godkendelse af letbanen blev strækningen forsinket, blandt andet fordi trafikstyrelsenfastslog, at der var tale om en eksisterende jernbane og ikke en ny letbane.

## Billeder
- P pladser og området omkring stationen.
- Østbanetorvet Station set fra vejsiden
- Stationens sporside set fra den nye overskæring